# Israel & Rodolffo
Israel & Rodolffo é uma dupla sertaneja brasileira formada pelos amigos Israel Antônio Ribeiro (Goianésia, 23 de dezembro de 1988) e Rodolffo Matthaus da Silva Rios (Uruaçu, 24 de agosto de 1988), na cidade de Jaraguá, em Goiás.
A dupla foi formada pelos pais de ambos, Antônio (pai de Israel, falecido em 13 de agosto de 2020) e Juarez (pai de Rodolffo) que juntaram os filhos ainda crianças. Em 1995, onde gravaram um CD Demo. Em 2011 lançaram o CD, DVD, Blu-ray e kit ao vivo intitulado Do Jeito Que Eu Queria, que consagrou as músicas "Largadão", "Louco Desejo" e "Chorar por Amor". Todas as músicas do álbum foram compostas pela própria dupla. No mesmo ano, lançaram o CD e DVD Marca Evidente, novamente com o repertório todo autoral, que consagrou várias músicas, entre elas "Amor que é bom ninguém quer dar", "Marca Evidente', que teve participação especial da dupla Jorge & Mateus, "Ai que Vontade", que teve participação especial da dupla Humberto & Ronaldo, "Sou seu Fã", que teve participação de Gusttavo Lima, "Chorar por Amor", que teve participação especial de Cristiano Araújo, e "Frio e Calor", que teve participação de Matheus & Kauan.
A dupla foi convidada para fazer uma participação especial no novo comeback da cantora sertaneja Paula Fernandes em 2022. . A faixa Tá Tudo Bem foi escolhida para ser o primeiro single do álbum de Fernandes.

## Carreira

### 1995–2008: Formação da dupla e apresentações
Os pais de Israel & Rodolffo, Antônio e Juarez se conheceram na década de 1990, em um estúdio na cidade de Goiânia. Ambos faziam trabalho de gravação de jingles políticos para candidatos políticos em diferentes cidades. No estúdio, eles fizeram amizade e descobriram que tinham algo em comum. Ambos gostavam de cantar e tinham filhos pequenos que também estavam começando a cantar. Um disse que o filho fazia segunda voz, outro disse que o filho fazia primeira voz. Sabendo disso, surgiu o interesse de promoverem o encontro dos dois garotos, com a finalidade de que eles se conhecessem.
Depois de certo tempo esse encontro aconteceu e Israel e Rodolffo se conheceram. Israel era muito tímido, ao contrário de Rodolffo. Em seguida, outros encontros surgiram e ambos se tornaram mais próximos e, aos poucos, começaram a cantar juntos. Aos sete anos de idade, a dupla já se apresentava em pequenas festas, eventos políticos e na escola onde estudavam. Aos 11 anos, os cantores gravaram um CD demonstrativo, com quatro músicas inéditas, que não chegou a ser divulgado. Este foi o primeiro trabalho da dupla, e foi o suficiente para eles tomarem gosto pela música. A partir daí não pararam mais. Após os estudos na adolescência, com timbres de vozes já definidos, começaram a cantar em bares e em grandes eventos. Sempre sob responsabilidade e orientação de Juarez Dias, pai do Rodolffo.

### 2008–2015:Do Jeito Que Eu QueriaeNa Terra Do Pequi
Em 2008, a dupla gravou um CD com repertorio inédito. O álbum de 15 faixas não foi trabalhado. Em 2010 foi gravado um CD totalmente autoral com o título Do Jeito Que Eu Queria, lançado no final de novembro do mesmo ano. Destaque entre as músicas, "Marca Evidente", uma composição de Juarez Dias (pai de Rodolffo) e Israel, e "Do Jeito Que Eu Queria", que leva o mesmo nome do álbum. No ano de 2011, o CD Do Jeito Que Eu Queria tornou-se o primeiro DVD da carreira, momento onde seus trabalhos ganharam uma maior repercussão. Em 2013, foi lançado o quinto CD e segundo DVD, intitulado Imprevisível, com várias participações de artistas. Ainda em 2013, a dupla gravou um trabalho extra, o CD "Na Terra Do Pequi", que não chegou a ser trabalhado, mas ganhou destaque na mídia como um dos melhores CDs do ano.  Em 2014, foi feita uma releitura de várias músicas da dupla em um só disco, incluindo inéditas, retratando assim uma coletânea. Em outubro de 2015, a dupla encerrou o contrato com o estúdio LUANDER, SANTAFÉ Produções, no qual estavam em parceria desde 2011. A partir daí, os próprios cantores, juntamente com Juarez Dias, empresário e pai do Rodolffo, assumiram a direção da dupla. Em 16 de dezembro de 2015, gravaram um novo CD e DVD, O Sétimo Sol, produzido por Eduardo Pepato e Fernando Trevisan Catatau.

### 2016–presente: Som Livre,Israel & Rodolffo Acústicoe Batom de Cereja
Em 2016, a dupla entrou para a AudioMix e em 2017 assinou contrato com a gravadora Som Livre. A dupla realizou uma turnê internacional na Europa, apresentando-se na França, Bélgica e Inglaterra. No mesmo ano, gravaram o DVD Israel & Rodolffo Acústico – Voz e Violão. Apresentando-se por todo território nacional, Israel & Rodolffo iniciaram o ano de 2018 com um lançamento que trouxe 22 canções, sendo seis delas inéditas, com participações especiais de Jorge & Mateus e Edson & Hudson. Neste projeto, resgataram algumas das canções que marcam a trajetória da dupla como "Não Existe Amor Sem Briga", "Fecha o Porta-Malas" e "Marca Evidente". Dentre as novas faixas, destaca-se "Casa Mobiliada", com Edson & Hudson, que se tornou um dos vídeos mais populares da dupla no YouTube. A canção bateu primeiro lugar nas rádios em diversas regiões do país segundo a Crowley Broadcast Analysis e alcançou as primeiras colocações também no TOP da Billboard Brasil.[carece de fontes?]
No topo das paradas, Israel & Rodolffo registraram logo no início do segundo semestre de 2018 o DVD Onde a Saudade Mora. Um lançamento da AudioMix Records com a Som Livre. Entres as faixas estão "Coração de Quatro", que a dupla já havia liberado na internet e já havia tido sucesso. No mês de setembro, "Coração de Quatro" entrou na programação das rádios. Em 2019, Israel & Rodolffo gravam seu sexto DVD e décimo CD também assinado por Ivan Miyazato. O álbum, intitulado Conselho, título de uma das canções do repertório, já soma mais de 10 milhões de visualizações no YouTube e seus números crescem a cada dia.
Em novembro de 2020, foi gravado o DVD Aqui e Agora, com 19 músicas. Em 2021, Rodolffo entra para a 21ª temporada do reality show Big Brother Brasil, da TV Globo, como parte do grupo "camarote", ficando em 11º lugar com 50,48% dos votos para eliminar. Em 5 de fevereiro de 2021, o DVD foi lançado para coincidir com a entrada de Rodolffo na 21ª temporada do reality show Big Brother Brasil.  A abertura de sua festa de líder foi uma música recém lançada da dupla, Batom de Cereja. A faixa "Batom de Cereja" do DVD tornou-se o maior sucesso da carreira da dupla, atingindo a primeira posição no Spotify no Brasil em março. A exposição no programa fez com que a música fosse a mais reproduzida no Spotify e no Deezer nos dias seguintes além de ser uma das 50 músicas mais tocadas do mundo. Foi eliminado em 6 de abril de 2021, com 50,48% dos votos contra os participantes Caio Afiune e Gilberto Nogueira. No mesmo mês, a canção entrou para o Top 30 do Spotify Global. Essa foi a primeira vez que uma música sertaneja entrou para o Top 30 Global. A canção conta com mais de 85 milhões de streamings na plataforma. Em maio, "Batom de Cereja" bateu 200 milhões de visualizações no YouTube.
O single "Batom de Cereja" tem certificado de disco de diamante quíntuplo (equivalente a 300 milhões de streams de áudio), segundo a Pro-Música Brasil.

## Discografia

### Álbuns de estúdio
- (2013) Na Terra do Pequí
- (2014) Bem Apaixonado

### Álbuns ao vivo
- (2012) Marca Evidente ao Vivo
- (2013) Imprevisível
- (2016) Sétimo Sol ao Vivo na House
- (2018) Israel & Rodolffo - Acústico
- (2018) Onde a Saudade Mora
- (2019) Conselho ao Vivo
- (2021) Aqui e Agora

### EPs
- (2014) Me Conta o Resto
- (2019) Histórico de Recaída ao Vivo
- (2020) Como Que Não Toma Uma ao Vivo
- (2021) Ao Vivo em Brasília - EP 1

### Singles

#### Como artistas principais
| Singles | Singles           |        |
| Ano     | Detalhes          | Ref.   |
| ------- | ----------------- | ------ |
| 2012    | "Marca Evidente"  |        |
| 2021    | "Batom de Cereja" | [ 14 ] |

#### Como artistas convidados
| Singles |                                                       |       |
| Ano     | Detalhes                                              | Ref.  |
| ------- | ----------------------------------------------------- | ----- |
| 2022    | "Tá Tudo Bem" (Paula Fernandes com Israel & Rodolffo) | [ 4 ] |

## Premiações
A dupla Israel e Rodolffo tem sido reconhecida em diversas premiações nacionais. 

### Dupla do Ano e Melhor Dupla
| Ano  | Premiação        | Categoria    | Vencedores        |
| ---- | ---------------- | ------------ | ----------------- |
| 2021 | Prêmio Multishow | Melhor dupla | Israel e Rodolffo |
| 2024 | Prêmio GLP4      | Dupla do ano | Israel e Rodolffo |